# 세리대꼬리박쥐
세리대꼬리박쥐 또는 세리칼집꼬리박쥐(Emballonura serii)는 대꼬리박쥐과에 속하는 박쥐의 일종이다. 비스마르크 제도(파푸아뉴기니)와 야펜 섬(인도네시아)에서 발견된다. 자연 서식지는 동굴이다.